# Bitwa pod Nagashino
Bitwa pod Nagashino (jap. 長篠の戦い Nagashino-no tatakai) - bitwa, która miała miejsce dnia 28 czerwca 1575 r. w okresie Sengoku w XVI w. (okolice zamku Nagashino w prowincji Mikawa).   

## Wstęp
Od dnia 17 czerwca zamek oblegany był przez siły Katsuyori'ego Takedy, którego linie zaopatrzeniowe przebiegały nieopodal. Obroną zamku dowodził wasal Ieyasu Tokugawy - Sadamasa Okudaira. W chwili wybuchu walk o zamek, zarówno Tokugawa, jak i Nobunaga Oda skierowali w ten rejon własne siły, mające na celu zaatakowanie oblegających. 
W bitwie tej wojska Ody zastosowały po raz pierwszy broń palną, górującą nad atakami kawalerii Takedy. Stąd też bitwa uznawana jest za punkt zwrotny w historii japońskiej sztuki wojennej. Nazywana jest pierwszą "nowoczesną" bitwą w Japonii. Oda był też pierwszym dowódcą, który zastosował drewniane palisady, nakazując rotujące salwy z broni palnej. Taktyka ataków kawaleryjskich Takedy reprezentowała starą, tradycyjną formę prowadzenia walk, stosowaną wcześniej przez ojca Takedy, Shingena Takedę.   
Siły Ody i Tokugawy liczyły łącznie 38 tys. ludzi. Takeda podczas oblężenia dysponował liczbą 15 tys. zbrojnych, z czego 12 tys. skierowanych zostało do bitwy. Pozostali kontynuowali oblężenie zamku.

## Bitwa
Obaj sprzymierzeni dowódcy ustawili swoje wojska na równinie w pobliżu zamku za niewielką rzeką Rengo, której strome brzegi utrudniały atak kawalerii przeciwnika. W celu ochrony własnych strzelców uzbrojonych w broń palną, Oda nakazał postawienie drewnianych palisad, zza których ostrzeliwać miano kawalerię Takedy. Liczba strzelców za palisadami szacowana jest na około 3 tys. Część wojsk Oda wysłał do pozorowania ataków, mających na celu sprowokowanie Takedy do przeciwnatarcia. 
Wojska Takedy wyłoniły się z pobliskiego lasu w odległości 200–400 m od palisady. Niewielka odległość, zapał do walki kawalerzystów i wcześniejszy ulewny deszcz, który miał przyczynić się do bezużyteczności broni palnej, sprawiły, że Takeda wydał w końcu rozkaz do ataku. Mimo przeważających liczebnie sił, zarówno Oda jak i Tokugawa bardzo obawiali się kawalerzystów Takedy, którzy pobili ich wcześniej w bitwie na równinie Mikata. 
Gdy tylko konie atakujących dotarły do rzeki, Oda nakazał swoim strzelcom salwę w chwili, gdy przeciwnik znajdzie się około 50 m od palisad. Wcześniej właśnie taką odległość ustalono jako wystarczającą do przebicia kulą pancerza kawalerzysty. 
Po oddaniu każdej salwy, strzelcy przygotowywali kolejne, uniemożliwiając kawalerii przeciwnika dotarcie do palisad. Ostrzał spowodował znaczne straty wśród atakujących, którzy stracili też wiele koni. Następnie, piechota samurajska wyposażona w krótkie miecze i włócznie starła się wręcz z tymi jeźdźcami, którym udało przedostać się poza pierwszą linię obrony wojsk Ody. Pomiędzy kolejnymi liniami barykad dochodziło do gwałtownej walki wręcz, która przyniosła ogromne straty wśród atakujących. Wielu padło też obrońców. 
Po południu bitwa była zakończona. Resztki żołnierzy Takedy rozpoczęły ucieczkę, ścigane przez siły Ody i Tokugawy. Takeda stracił w bitwie i podczas pościgu około 10 tys. ludzi, dwie trzecie całej armii. Ośmiu z liczby 24 jego najwybitniejszych generałów straciło życie w trakcie bitwy, wśród nich Masakage Yamagata i Nobushige Oyamada. 
Bitwa, podobnie jak i ostatnie lata klanu Takedy, zostały ukazane w filmie Akiry Kurosawy Kagemusha.